# Kulisszás mechanizmus

Egykulisszás mechanizmus. 1 - forgattyú, 2 - kulisszakő, 3 - kulissza

A kulisszás mechanizmus folytonos forgó mozgást alternáló egyenesvonalú mozgássá alakító mechanizmus. Többféle kivitele ismert, az egykulisszás hajtómű az egyenletes körmozgást az időben szinuszos lefutású lengőmozgássá alakítja, így harmonikus lengőmozgást valósít meg, harmonikus útgerjesztésként is használható. Másik ismert változata a gyalugépekben és vésőgépekben alkalmazott kétkulisszás hajtómű, melynek előnye, hogy a munkaütemben (amikor a gyalukés forgácsol) lassabban mozog a szerkezet, viszont a terhelés nélküli üresjárati visszautat (holtlöket) a kos gyorsabban teszi meg.

## Egykulisszás hajtómű

Az egykulisszás hajtómű sebessége és gyorsulása az elmozdulás függvényében

Az egykulisszás hajtómű elmozdulása, sebessége és gyorsulása az elfordulási szög függvényében

A forgattyús tengely forgattyúja egy csúszkában, az úgynevezett kulisszakőben van csapágyazva. A forgattyú körbefordulásakor a kulisszakő a kulissza vezetékéhez képest függőleges irányban mozog. A kulissza nem rögzített, hanem vízszintes vezetékben alternáló mozgást végezhet. Ha a forgattyúkar sugara {\displaystyle r\,}, a kulisszakő függőleges irányban {\displaystyle 2r\,} és a kulissza vízszintes irányban ugyancsak {\displaystyle 2r\,} hosszú pályát jár be. Az {\displaystyle \omega \,} szögsebességű forgattyús tengely esetén a kulissza {\displaystyle x\,} elmozdulása, {\displaystyle v\,} sebessége és {\displaystyle a\,} gyorsulása az alábbiak szerint írható:
{\displaystyle x=r(1-\cos(\omega t))\,},
{\displaystyle v=r\omega (\sin(\omega t))\,},
{\displaystyle a=r\omega ^{2}(\cos(\omega t))\,}.
Ezek az összefüggések megegyeznek a {\displaystyle \lambda =0\,}, vagyis végtelen hosszú hajtórúddal rendelkező forgattyús mechanizmus megfelelő összefüggéseivel.

## Kétkulisszás hajtómű

Kétkulisszás hajtómű elmozdulás és sebesség diagramja a forgattyú szögének függvényében. Vékony vonal az egykulisszás hajtóműé.

Gyalugép kulisszás hajtóműve

A kétkulisszás hajtóműnél a kulissza a mozdulatlan háttérhez képest egy pontban csapágyazott, így e körül a tengely körül forgó lengő mozgásra képes. Az egyik kulisszakő csapágya a forgattyúhoz, a másik a koshoz csatlakozik. Ennek az elrendezésnek köszönhetően a kos mozgása aszimmetrikus lesz: amikor a forgattyú körpályájának felső ívén mozog, átlagosan lassabb, amikor az alsón, átlagosan gyorsabban mozog. Mindez az elmozdulás és sebesség diagram ábráján jól látható.
A kétkulisszás hajtómű ezen tulajdonságai a gyalugépek és vésőgépek szerkezetében jól felhasználhatók. A lassú löket a munkalöket, ekkor a kos sebessége viszonylag állandó, a visszaúton, ami a forgácsolás szempontjából nem hasznos mozgás, gyorsabban mozog. Az ábrákból azonban az is látható, hogy a gyalulás miért szorult vissza az egyéb forgácsolási technológiák rovására: A forgácsolási sebesség nem állandó a löket mentén és a visszaúton eltöltött idő holtidőnek számít, a gyalulás sem minőség sem termelékenység tekintetében nem veszi fel a versenyt a marással.

## Külső hivatkozások
- Kulisszás mechanizmus kinematikája